# Siegfried de Weimar-Orlamünde
Siegfried de Ballenstedt ou Siegfried de Weimar-Orlamünde, né vers 1075 et mort le 9 mars 1113 à Quedlinbourg, issu de la maison d'Ascanie fut sous le nom de Siegfried Ier comte palatin du Rhin de 1095/1097 jusqu'en 1113, et comte de Weimar-Orlamünde entre 1112 et 1113.

## Biographie
Siegfried est né vers 1075, fils du comte Adalbert II de Ballenstedt (mort entre 1078/1080) et d'Adélaïde de Weimar-Orlamünde (morte 1100), fille cadette du comte  Othon de Weimar, margrave de Misnie.
Lorsque son père est tué vers 1080 par un homme d'Egeno II de Konradsburg, Siegfried et son frère Othon de Ballenstedt (né vers 1080 et mort en 1123) lui succèdent dans le comté de Ballenstedt. 
À la suite du remariage de sa mère avec un membre de la lignée des Ezzonides le comte palatin de Lotharingie Hermann II de Lotharingie (mort en 1085) puis avec son successeur  comme comte palatin du Rhin Henri II de Laach (mort en 1095), Siegfried acquiert après la mort de Henri de Laach ou en tout cas au plus tard en 1097 une puissance prépondérante dans la région qui lui permet d'obtenir la dignité de Palatin du Rhin. Après la réussite de Première Croisade  Siegfried effectue également un pèlerinage à Jérusalem. Il refonde ensuite en 1112, l'Abbaye de Maria Laach qui avait déjà été entreprise en 1093 par son beau-père le comte palatin Henri II mais abandonnée après sa mort en 1095. En 1112 le comte Ulrich II de Weimar-Orlamünde (1070 – 1112), meurt sans laisser de descendance. Siegfried, revendique son héritage du droit de sa mère Adélaïde d'Orlamünde ce qui provoque un conflit avec l'empereur Henri V du Saint-Empire. Siegfried doit faire face à une attaque des partisans de l'empereur dans la vallée de Teufelsmauer près de Warnstedt le 21 février 1113 grièvement blessé lors du combat, il survit mais meurt peu après le 9 mars. Siegfried  laisse deux fils mineurs Siegfried II de Weimar-Orlamünde (1107-1124) et Guillaume de Weimar-Orlamünde (1112-1140). Le Palatinat du Rhin qui est attribué à Gottfried de Calw un fidèle d'Henri V, échappe à la maison d'Ascanie jusqu'à ce que son fils cadet Guillaume soit rétabli en 1126/1129.

## Postérité
De son union avec Gertrude de Northeim, fille de Henri de Nordheim, il a trois enfants :
- Siegfried II de Weimar-Orlamünde ;
- Adèle d'Orlamünde, épouse de Conrad Ier de Peilstein ;
- Guillaume de Ballenstedt (Weimar-Orlamünde).